# Anasztaszija Igaravna Vinnyikava
Anasztaszija Igaravna Vinnyikava (belaruszul: Анастасія Ігараўна Віннікава, oroszul: Анастасия Винникова [Anasztaszija Vinnyikova]; Dzjarzsinszk 1991. április 15. –) belarusz énekesnő.

## Életrajz
Óvónői hatására és biztatására már  ötéves  korában színpadra állt, fellépett televíziós műsorokban és fesztiválokon is. A sikerorientált lány, hogy rivaldafényben maradhasson, zeneiskolában is képezte hangját. Nem csupán énekből nyújtott kimagasló teljesítményt: gimnáziumi éveit kitűnő bizonyítvánnyal zárta. Az idegennyelvek mindig is érdekelték, így az egyetemen tolmácsolást és fordítást tanul. A színházzal és musicalekkel foglalkozó Vaszilij Raincsik fedezte fel újra, őrajta keresztül pedig megismerkedett Jevgenyij Olejnyikkel, aki több slágerét szerezte – köztük a 2011-es eurovíziós versenydalát is, ugyanis a fehérorosz közszolgálati televízió belső zsűrije 2011. február 28-án bemutatta Anasztasziját és a Born in Byelorussia-t (magyarul: Belorussziában született), amiről később kiderült, hogy már 2010 májusában már előadta, így a verseny szabályainak megfelelően új dalt kellett neki választani, melyet két héttel később március 15-én tettek meg, címe és témája hasonlóan lokálpatrióta érzelmekről szól, akárcsak az előző dal – I Love Belarus, vagyis „Szeretem Fehéroroszországot”.

## Diszkográfia

### Kislemezek
- 2009: Your Love Is...
- 2010: Here We Go For The Gold
- 2010: Born in Byelorussia
- 2010: Мama
- 2011: I Feel You
- 2011: I Love Belarus
- 2011: Shining In Twilight (zeneszerző: Jurij Vascsuk)
- 2012: One Life
- 2012: Crazy
- 2012: Kalendar